# Satō Nobuhiro
Satō Nobuhiro (japanisch 佐藤 信淵; geboren 18. Juli 1769 in Nishimonai (Provinz Dewa); gestorben 17. Februar 1850) war ein japanischer Denker in der späten Edo-Zeit, außerdem Wirtschaftswissenschaftler, Agronom, Militärgelehrter und ein Agrarpolitiker. Von Beruf war er Arzt.

## Leben und Wirken
Satō Nobuhiro stammte aus der Tsuneyo-Familie (経世家). Er ging in jungen Jahren nach Edo, studierte Konfuzianismus und Westliche Wissenschaften (Rangaku), bereiste ganze Japan, um sein Wissen zu vertiefen, und studierte sogar die Lehren des Hiraga Gennai. Ab der Bunka-Zeit (1804–1818) schrieb er Bücher über Militärwissenschaft und Außenpolitik, Bücher über Agrarpolitik, Agrarwissenschaft und verschiedene Industriestudien, darunter „Nōsei Honron“ (農政本論) – „Agrarpolitik“, „Udai kondō hisaku“ (宇内混同秘策) – „Vermischte geheime Pläne unter dem Himmel“, „Tenbashira-ki“ (天柱記) – „Notizen zum Himmelspfosten“ 1822 bis 1825, „Keizai Yōroku“ (経済要録) – „Wichtige Aufzeichnungen zur Wirtschaft“ und „Suito Hiroku“ (垂統秘録) – „Geheimer Bericht zur Weitergabe“, geschrieben 1857. Während der Tempō-Zeit (1830–1844) war er sich der Tempō-Reformen bewusst und entwickelte Reformmaßnahmen wie „Fukko-hō gaigen“ (復古法概言) „Überblick über Herstellungsmethoden des Alten“.
Satōs Ideen wurden hoch gelobt aber auch kritisiert. Es gibt viele Zweifel an seinem Leben und der Tatsache, dass er behauptete, die einzigartigen Familienstudien der vier Vorfahren der Satō-Familie abgeschlossen zu haben. Seine Studien sind durch ausgiebiges Lesen von anderen Büchern stark beeinflusst. Sein Konfuzianismus gehört zur Linie der alten Schule, und es wird angenommen, dass er Kenntnisse aus den Westlichen Studien aufnahm, außerdem Metaphysik von Hirata Atsutane lernte und diese in seine eigenen Studien integrierte. Er zeigte jedoch auch eine bemerkenswerte Denkweise, die die Tendenzen des aufblühenden Agrarismus und des Merkantilismus, wissenschaftliche Erkenntnisse und shintoistische Metaphysik verbindet. Die Tatsache, dass er die Bildung einer zentral regierten Nation vor Augen hatte, die ein wohlhabendes Land, ein starkes Militär und eine Strategie für die Außenpolitik anstrebt, ist als frühneuzeitliche Wirtschaftstheorie bemerkenswert.
Mit Miyazaki Yasusada (1623–1697) und Ōkura Nagatsune (1768–1861) gehört Satō zu den „Drei Großen Agrargelehrten“ (三 大農学者, San dai-nōgakusha) der Edo-Zeit.